# Туаев, Александр Романович
Александр Романович Туаев (3 сентября 1999, Владикавказ, Россия) — российский футболист, вратарь.

## Биография
Начал заниматься футболом в ДЮСШ «Спартак-Алания».  В Юном возрасте голкипер отправился в ДЮСШ ЦСКА, где он провел несколько лет лет. Затем Туаев выступал за вторые команды «Химок» и «Долгопрудного», а также за ряд любительских коллективов. В профессиональном футболе дебютировал в составе клуба «Луки-Энергия». Летом 2021 года голкипер перешел в «Коломну», но пропустив в шести матчах 15 мячей в начале сентября он покинул команду.
В феврале 2022 года Туаев заключил контракт с коллективом киргизской Премьер-Лиги «Каганат». 6 марта того же года он дебютировал в элите в матче против «Нефтчи» из Кочкор-Аты (0:3).